# Gut Sondermühlen

Die Westseite des Gutes Sondermühlen

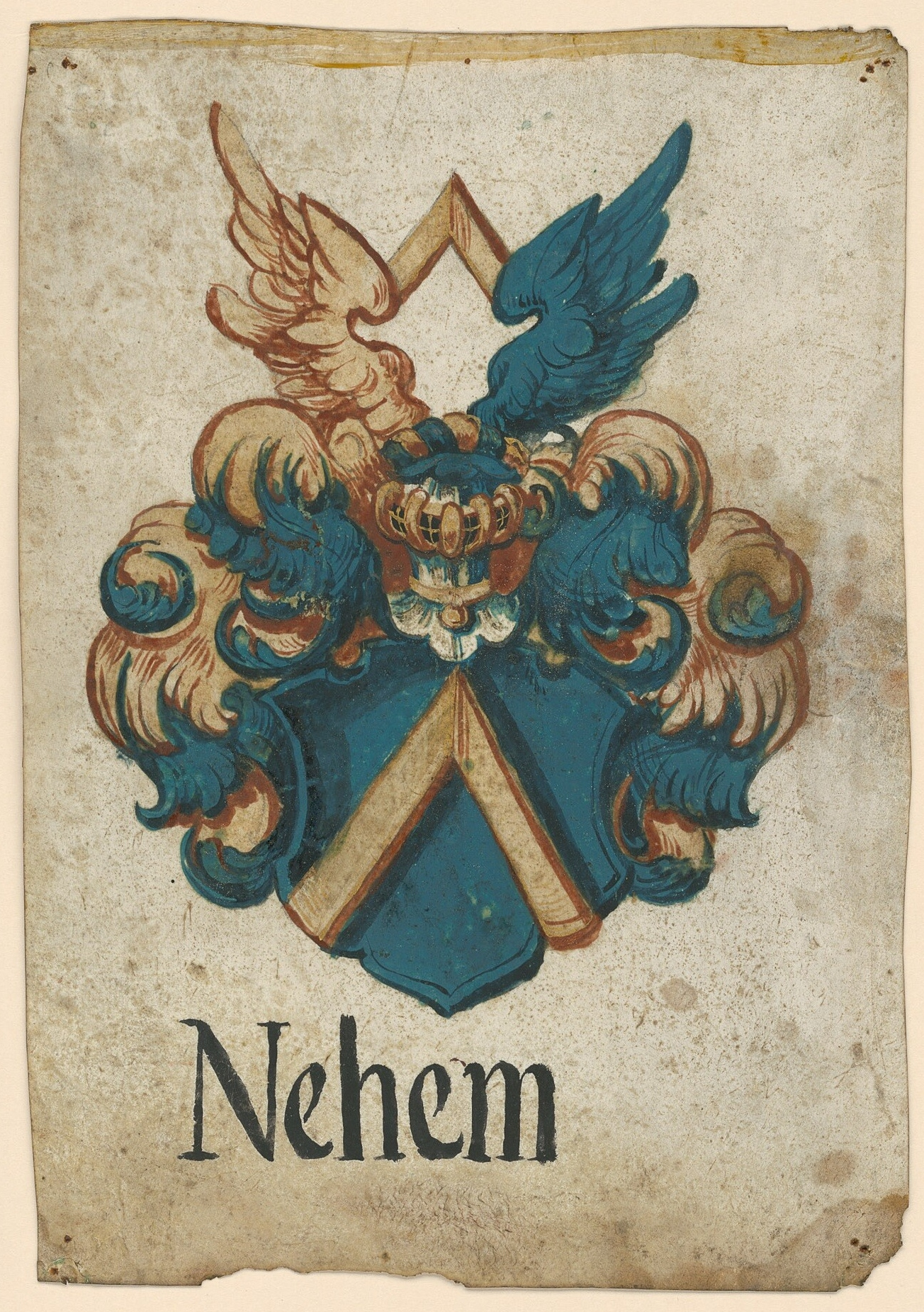
Wappen Nehem (Gouache, 17. Jh.)

Das Gut Sondermühlen ist eine frühere Burganlage und ein späterer Gutshof. Die Anlage liegt auf dem Gebiet der Stadt Melle im südlichen Teil des Landkreises Osnabrück in Niedersachsen unweit der Landesgrenze zu Bundesland Nordrhein-Westfalen.

## Beschreibung

Das Torhaus mit Brücke von Gut Sondermühlen

Gut Sondermühlen – Wassermühle

Die unregelmäßig geformte Burginsel ist von einer im Osten teichartig erweiterten Gräfte umgeben, die vom Violenbach gespeist wird. Auf der Burginsel stehen noch die Kapelle von 1587 und das Torhaus mit angrenzendem Back- und Brauhaus und Brücke von 1682. Das Herrenhaus wurde bereits in den Jahren 1841/42 abgerissen. Bis heute erhalten sind die Kapelle von 1587, der wahrscheinlich im 16. Jahrhundert erbaute Wirtschaftsflügel und das Torhaus mit Brücke von 1682. Im südöstlichen Teil des Gutes befindet sich eine Wassermühle mit Mühlenteich.
Auf einem Plan von 1841 ist im Nordosten eine umgräftete, rechteckige Garteninsel verzeichnet.

## Geschichte
Zur Entstehung des Gutes Sondermühlen gibt es unterschiedliche Theorien. Nach Angaben der heutigen Privatbesitzer wurde das Gut im Jahr 1350 zum ersten Mal urkundlich erwähnt. Tatsächlich belegt das Lehnsregister desselben Jahres die Belehnung eines Hermann Wulf sowie eines Nikolaus von Gesmele mit jeweils einem Hof, zwei Häusern und der „Mühle in Nordenfelde“. Im Verlauf des 15. Jahrhunderts werden als Lehnsherren der „Sundermühle in Nordenfelde“ Johann und Lubbert von Arnholte sowie Johann von Vincke erwähnt. Im Jahr 1479 legte ein Ritter Ebbeke von Vincke mehrere Besitzungen in der Umgebung zusammen, welche bereits seine Vorfahren besessen hatten. Dieses Jahr nennen viele Quellen als Entstehungsjahr des Gutes.
Nach dem Tod des Ritters Ebbeke folgten noch zwei Generationen der Familie Vincke. Danach war von 1558 bis 1778 die Familie von Nehem über sieben Generationen Herr auf Sondermühlen. Nach dem Tod des letzten Nehem wechselte das Gut innerhalb kurzer Zeit mehrmals den Besitzer. So wurde es im Jahre 1796 in einem Konkursverfahren an das Osnabrücker Domkapitel verkauft. Nach der Säkularisation fiel es zunächst an das Kurfürstentum Braunschweig-Lüneburg. Unter Napoleon wurde es wenig später aufgeteilt und an mehrere französische Offiziere vergeben. Nach dem Wiener Kongress fiel es dann an das Königreich Hannover. Der Großteil des Gutes befindet sich seitdem in Staatsbesitz.
Die Ländereien sind heute unter den einstigen Pächtern und Heuerlingen aufgeteilt. Die Wälder sind Landesbesitz und gehören zum Forstamt Palsterkamp. Das Restgut erwarb Clemens Graf von Platen Hallermund, Herr auf Schloss Königsbrück (Melle), 1972 für seine Tochter Sabine, verheiratet mit dem promovierten Volkswirt Karl-Friedrich Freiherr von Richthofen, die das damals verfallende Gut restaurierte und dort noch heute wohnt.
Der seinerzeit bekannte Dichter Friedrich Leopold Graf zu Stolberg (1750–1819) wohnte während seiner letzten Lebensjahre auf Sondermühlen. Heute erinnert die Graf-Stolberg-Allee, die auf das Gut zuläuft, an ihn. Seine Witwe, Gräfin Sophie Charlotte Eleonore von Redern (1765–1842), gewann als ihre Gesellschafterin und als Erzieherin ihrer Töchter Maria Theresia, Amalie und Pauline die Dichterin Luise Hensel, die von 1821 bis 1823 auf Gut Sondermühlen lebte.

## Entstehung des Namens
Der Name Sondermühlen leitet sich aus der Bezeichnung „Sundern“, ein im frühen Mittelalter entstandener Begriff für ein in Privatbesitz befindliches Grundstück, ab. Zu diesem Grundstück gehörte offensichtlich eine Mühle. Sondermühlen wurde nach Angaben einiger Quellen noch im 19. Jahrhundert als „Gut Sundermühlen“ bezeichnet.